# چای‌حصار، سنان‌پاشا
چای‌حصار (به ترکی استانبولی: Çayhisar) یک منطقهٔ مسکونی در ترکیه است که در سنان‌پاشا واقع شده‌است.